# 도쿄 화물 터미널역
도쿄 화물 터미널 역(일본어: 東京貨物ターミナル駅)은 일본 도쿄도 시나가와구에 있는 일본화물철도 · 동일본 여객철도의 철도역이다. 일부 화차의 상주역으로 설정되어 있어, 여객열차의 설정은 없지만 동일본 여객철도의 취급역으로 되어 있다.
도카이도 본선을 중심으로 일본 각 지역부터 화물 열차가 많이 발착한다. 또한, 일본의 화물역으로서는 최대의 면적을 가진 역이다.

## 역 구조
역의 구내에는, 북쪽부터 순으로 착발선군 · 유치선군, 오이 기관구의 검수고, 컨테이너 승강장으로 순으로 병설되어 있다. 컨테이너 승강장은 5면 10선이다. 또한, 서단의 승강장 위에는 컨테이너 검수고가 있다.
역 서쪽에 옆에는 도카이도 신칸센의 차량기지가 있고, 그것에 병설되어 있는 보선기지 레일을 넘겨주는 크레인이 서쪽에 설치되어 있다.
구내 동쪽의 유휴지를 활용했던 복합물류시설 'F프라자 도쿄'가, A동부터 L동까지, 합계 11동이 자리잡고 있다. A동은 사가와 익스프레스, B동은 야마토 운송, C1동은 리리 컬러, C2동은 니혼 교통, D동은 긴테쓰 익스프레스, E동은 도호 약품, F동은 삿포로 통운, G동은 일본 운송창고, H동과 I동은 신시아, J동은 DHL 서플라이 체인, L동은 닛폰 통운이 사용하고 있다. 또한, JR 화물 그룹의 도쿄 화물개발의 컨테이너 복합 시설(오이 사업소)이 컨테이너 승강장의 남쪽에 있어, 이것에도 복수의 테넌트가 들어가 있다.
2006년 3월부터 개량 공사가 실시되어, 2007년 3월 다이어 개정부터 새 승강장의 사용이 개시했다. 개량 전은 6면 10선의 승강장이 있었지만, 서쪽부터 2번째에 있던 승강장(컨테이너 4번선, 구 · 17번선)의 폭이 15m로 좁아, 차량의 회전이 곤란했기 때문에 승강장은 사용되지 않고 하역선이 유치선으로서 사용되고 있다. 개량공사는, 가장 동쪽에 있는 승강장의 폭(컨테이너 6번 · 7번선)을 25m에서 35m로 폭을 넓혀, 그 동쪽으로 하역선 1선(6번선)을 신설했다. 좁은 상기의 승강장에는 철거해, 그 부지에 유치선 3선(컨테이너 1번선 · 3번선)을 설치했다. 신설되었던 하역선, 유치선은 각각 연장 560m, 컨테이너 열차 26량 편성(1300t)대응. 컨테이너 승강장 확폭 면적은 6500m2. 이 공사에 의해 유효시간대의 열차 증발, 열차 인도 시각을 앞당겨, 하역선 출발 시각을 돌려 가능하여, 다이어가 흐트러진 때도 역 구내로 열차의 발착 조정이 하기 쉽기 때문에 다이어의 혼란을 현재보다 빨리 수속할 수 있다.

## 취급하는 화물
- 컨테이너 화물
  - 12 ft 컨테이너, 20 ft · 30 ft 대형 컨테이너, 20 ft · 40 ft ISO 규격 해상 컨테이너를 취급한다.
- 임시 차급화물 - JR 도카이 행의 도카이도 신칸센 용 레일 (구로사키역 발송)을 취급.
- 산업 폐기물 · 특별 관리 산업 폐기물의 취득 허가를 얻는다.

## 이용 현황
| 연도     | 총수       | 총수       | 차급 화물  | 차급 화물  | 컨테이너 화물 | 컨테이너 화물 |
| 연도     | 발송 톤 수 | 도착 톤 수 | 발송 톤 수 | 도착 톤 수 | 발송 톤 수    | 도착 톤 수    |
| 1990년도 | 1,601,409  | 2,149,845  | 207,844    | 203,627    | 1,388,298     | 1,947,602     |
| 1991년도 | 1,631,045  | 2,107,067  | 231,111    | 202,243    | 1,423,201     | 1,903,440     |
| 1992년도 | 1,531,006  | 1,967,041  | 179,833    | 183,554    | 1,351,173     | 1,783,487     |
| 1993년도 | 1,443,016  | 1,777,845  | 149,592    | 152,858    | 1,293,424     | 1,624,987     |
| 1994년도 | 1,348,023  | 1,591,648  | 120,279    | 124,379    | 1,227,744     | 1,467,269     |
| 1995년도 | 1,387,850  | 1,714,320  | 125,388    | 126,689    | 1,262,462     | 1,587,631     |
| 1996년도 | 1,390,148  | 1,776,464  | 111,877    | 113,467    | 1,278,271     | 1,662,997     |
| 1997년도 | 1,353,861  | 1,733,407  | 82,209     | 85,296     | 1,271,652     | 1,648,111     |
| 1998년도 | 1,204,306  | 1,492,904  | 36,696     | 41,907     | 1,167,610     | 1,450,997     |
| 1999년도 | 1,162,916  | 1,528,948  | 2,926      | 4,373      | 1,159,990     | 1,524,575     |
| 2000년도 | 1,221,328  | 1,582,847  | 838        | 2,018      | 1,220,490     | 1,580,829     |
| 2001년도 | 1,199,503  | 1,511,208  | 868        | 2,166      | 1,198,635     | 1,509,042     |
| 2002년도 | 1,236,657  | 1,488,769  | 620        | 1,974      | 1,236,037     | 1,486,795     |
| 2003년도 | 1,267,783  | 1,545,573  | 124        | 1,258      | 1,267,659     | 1,544,315     |
| 2004년도 | 1,366,790  | 1,618,213  |            | 1,600      | 1,366,790     | 1,616,613     |
| 2005년도 | 1,380,361  | 1,559,129  |            | 1,762      | 1,380,361     | 1,557,367     |
| 2006년도 | 1,389,865  | 1,557,062  |            | 1,708      | 1,389,865     | 1,555,354     |
| 2007년도 | 1,401,176  | 1,534,152  |            | 1,848      | 1,401,176     | 1,532,304     |
| 2008년도 | 1,326,129  | 1,396,661  |            | 1,996      | 1,326,129     | 1,394,665     |
| 2009년도 |            |            |            |            |               |               |
| -------- | ---------- | ---------- | ---------- | ---------- | ------------- | ------------- |

## 역 주변
- 일본화물철도 주오 연수센터
- 도카이 여객철도 도쿄 조업 조사 차량소 · 도쿄 교체 조사 차량소 · 도쿄 수선 차량소
- 도쿄 임해 고속 철도 도린 운수구
- 도쿄 항 오이 부두
- 도쿄 세관 오이 출장소
- 도쿄 모노레일 하네다 선 류쓰 센터 역

## 인접 정차역
| 도카이도 본선 화물 지선    | 도카이도 본선 화물 지선 | 도카이도 본선 화물 지선     |
| -------------------------- | ----------------------- | --------------------------- |
| 하마마쓰초 하마마쓰초 방면 | 도카이도 화물선         | 가와사키 화물 오다와라 방면 |